# Iberomesornis romerali
Iberomesornis romerali (Sanz & J. Bonaparte) è un uccello enantiornite vissuto all'inizio del Cretaceo. Si tratta dell'unica specie ascritta al genere Iberomesornis ("uccello mediano iberico").

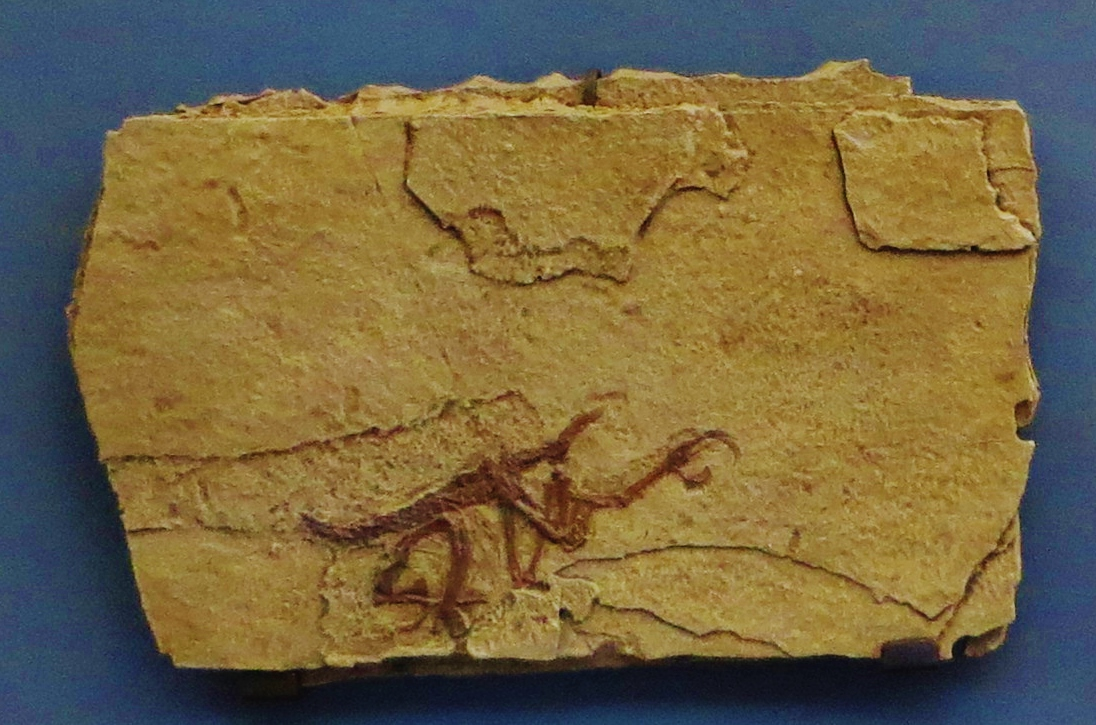
Fossile di Iberomesornis al museo di storia naturale di Parigi.

Questo animale venne scoperto nella formazione di La Huérgina, sita nel comune di Cuenca, in Spagna: tali giacimenti, risalenti al Cretaceo, suggeriscono che la zona era un tempo ricoperta da una fitta vegetazione pluviale ed era inoltre presente un lago. In questo ambiente Iberomesornis prosperò in un periodo compreso fra i 137 ed i 121 milioni di anni fa (Hauteriviano-Barremiano).
Iberomesornis era più vicino alla linea evolutiva degli uccelli rispetto al ben più conosciuto Archaeopteryx e ad altre specie di uccelli primitivi risalenti allo stesso periodo: questi animali, infatti, tendevano ad avere caratteristiche primitive ancora riconducibili ai rettili, come ad esempio la lunga coda. In Iberomesornis invece era già presente il pigostilo, processo osseo caudale atto a sostenere le piume caudali: sussistevano tuttavia nell'animale anche tratti arcaici, come la presenza di dita artigliate sull'ala e la mancanza del processo uncinato sulle costole.
Si trattava di un animale delle dimensioni di un comune passero (una quindicina di centimetri): era con tutta probabilità un buon volatore, in grado di manovrare in volo (anche se solo a velocità sostenute, mentre a basse velocità non era in grado di compiere manovre aeree). A riposo, l'animale si aggrappava ai rami con le zampe posteriori, un po' come gli attuali canarini. Non era tuttavia in grado di cantare, mentre è assai probabile che emettesse suoni simili a rauchi pigolii e stridii.

Si nutriva di insetti ed altri piccoli animali che catturava in volo od al terreno: visto il suo ritrovamento avvenuto in prossimità di ambienti lacustri, è possibile che buona parte della dieta di Iberomesornis consistesse in insetti catturati sulla superficie del lago. La sua dieta, tuttavia, non può ancora essere determinata con sicurezza, poiché mancano resti fossili ben conservati del cranio di questo animale.